# Ante Razov
Ante Razov (2 de março de 1974, Whittier (Califórnia)) é um ex-futebolista estadunidense.

## Biografia
Descendente de uma família de croatas, começou a jogar futebol na famosa universidade estadunidense UCLA. Joga pela Seleção dos EUA em 1995 e marca 6 gols em 24 partidas, mas jamais jogaria uma Copa do Mundo. Iniciou sua carreira profissional na MLS (a liga de futebol estadunidense) em 1996, na equipe do Los Angeles Galaxy. Em 1998, transferiu-se para o Chicago Fire, onde conquistaria seus principais títulos começando pelo Double (Dupla, em inglês), isto é, conquistou a MLS Cup e a US Open Cup na mesma temporada. Ainda no Chicago Fire conquistou a US Open Cup em 2000. No mesmo ano transferiu-se para o Racing de Ferrol, clube da segunda divisão da Espanha. Marca 6 gols em 19 partidas e ajuda a equipe a não cair para uma divisão ainda mais baixa, mas não se adapta ao futebol espanhol e retorna, no ano seguinte, para o Chicago Fire. Conquista por esse clube mais uma US Open Cup em 2003 e, em 2004, após uma decepcionante temporada e brigas com o então técnico, Dave Sarachan, deixa equipe como o maior artilheiro de sua história: 76 gols em 155 partidas. Em 2005, tem rápidas passagens pelas equipes do Columbus Crew e MetroStars (atual New York Red Bulls). Em 2006, transfere-se para a equipe do Chivas USA, onde rapidamente se torna um ídolo de adeptos e torcedores dessa equipe californiana e onde está até hoje. Foi um doas artilheiros da Superliga (junto com Stuart Holden e Shalrie Joseph) com 3 gols.

## Títulos
- Chicago Fire: MLS Cup (1998); US Open Cup (1998, 2000, 2003)

## Artilharia
- Chivas USA: Superliga - 3 gols*

* junto com Stuart Holden e Shalrie Joseph.